# Барнард, Генри
Генри Барнард (24 января 1811, Хартфорд, Коннектикут — 5 июля 1900, Хартфорд, Коннектикут) — американский педагог, редактор и общественный деятель.
Окончил Йельский университет в 1830 году и в 1835 году был принят в коллегию адвокатов Коннектикута. В 1837—1839 годах он был членом законодательного собрания Коннектикута, осуществив в 1838 году прохождение законопроекта, который предусматривал «улучшение надзора в средних школах» и создание совета «комиссаров средних школ» в штате.
Барнард был секретарём этого совета с 1838 года до его отмены в 1842 году и всё это время вёл активную работу с целью реорганизовать и реформировать государственную систему среднего образования, заработав таким образом себе репутацию реформатора образования национального значения.
В 1843 году он был назначен губернатором штата Род-Айленд агентом по изучению государственных школ штата и подготовке рекомендаций по их совершенствованию, и его работа привела к реорганизации школьной системы штата два года спустя. С 1845 по 1849 год он был первым комиссаром государственных школ в штате, и его администрация была отмечена решительными шагами, достигнутыми в образовательном прогрессе. Вернувшись в Коннектикут, он был с 1851 по 1855 год «начальником средних школ» и директором одной из средних школ в Нью-Бритен, Коннектикут. С 1859 по 1860 год он был ректором университета Висконсина и агентом совета покровителей фонда средних школ, в 1866 году стал президентом колледжа Св. Иоанна, Аннаполис, штат Мэриленд, и с 1867 по 1870 год был первым в Соединённых Штатах комиссаром образования, заложив в этой должности основу для последующей значительной работы Бюро образования.
Продолжая работать на благо образования, с 1855 по 1881 год Барнард был главным редактором в журнале American Journal of Education, тридцать один выпуск которого для своего времени считался настоящей энциклопедией педагогики и одним из самых ценных сборников информации по этому вопросу. Он также редактировал с 1838 по 1842 год и вновь с 1851 по 1854 год журнал  Connecticut Common School Journal, а с 1846 по 1849 год — журнал Journal of the Rhode Island Institute of Instruction.